# Asa (król Judy)
Asa (zm. ok. 870 p.n.e.) − król Judy z dynastii Dawida.

## Życiorys
Syn Abiasza i wnuk Roboama, królów Judy. Po śmierci ojca został królem Judy. Jako daty panowania podaje się lata 911–871 p.n.e., 911–870 p.n.e. i 911–870/869 p.n.e. Jako król zabiegał o przywrócenie monoteizmu i walczył z nierządem sakralnym. W czasie walki o kult JHWH pozbawił królewskiej godności swoją babkę Maakę. W polityce zagranicznej odniósł zwycięstwa nad izraelskim królem Baszą, zdobywając przy okazji szereg miast i odzyskując skarby świątynne. Odniósł też wielkie zwycięstwo, kiedy potężna armia etiopska pod dowództwem Zeracha zaatakowała Judę. W ostatnich latach życia cierpiał na chorobę nóg. Zmarł w Jerozolimie.
Po śmierci Asy w Judzie rządy objął jego syn Jozafat.